# 八月節 (義大利)
八月節（義大利語：Ferragosto）是意大利全國性的公共假日，為每年8月15日。它起源於名字來自拉丁文「奧古斯都休息日」（Feriae Augusti），為羅馬帝國的開國君主奥古斯都的節日。最初的八月節是在8月1日，被視為經過數週的農業辛勤工作後的休息日。
到了7世紀，天主教會訂定8月15日為「聖母升天節」，自此八月節和聖母升天日這2個節慶，就慢慢地合併在8月15日慶祝。
當日，義大利全國都會放假一天，通常在這天義大利人會與家人及友人團聚或出遊，大多數商店和政府部門都不開放，許多城鎮都會在廣場施放煙火慶祝。較為特殊的是，當日出遊的傳統始於法西斯統治時期，1920年代後半期，義大利政府會在八月中旬組織遠足活動，其目的是讓社會中下層居民也能有機會遊覽義大利城市。